# 津厄姆
津厄姆（荷蘭語：Zingem，荷蘭語發音：[ˈzɪŋɛm]）是比利时东佛兰德省的一个城镇和旧市镇。津厄姆原为一独立市镇，2019年1月1日，津厄姆与市镇克赖斯豪特姆合并为新市镇克赖瑟姆。

## 地名
该地名“Zingem”发音为[ˈzɪŋɛm]（Zing/em）而非[ˈzɪŋɣɛm]（Zin/gem），《世界地名翻译大辞典》与《世界地名译名词典》将其误译作“津海姆”。

## 历史
1977年，市镇奥沃海姆和村庄赫伊瑟（由市镇赫伊瑟-洛泽尔拆分而来）并入克赖斯豪特姆。2019年1月1日，津厄姆与市镇克赖斯豪特姆合并为新市镇克赖瑟姆，奥沃海姆和赫伊瑟成为了克赖瑟姆的片区。